# Blackbrook
Blackbrook – dzielnica miasta St Helens w Anglii, w Merseyside, w dystrykcie metropolitalnym St. Helens. W 2011 roku dzielnica liczyła 10 639 mieszkańców.